# 卡西纳瓦尔萨西纳
卡西纳瓦尔萨西纳（義大利語：Cassina Valsassina），是意大利莱科省的一个市镇。总面积2平方公里，人口467人，人口密度233.5人/平方公里（2009年）。国家统计（ISTAT）代码为097018。